# Grenzkirche Hummel

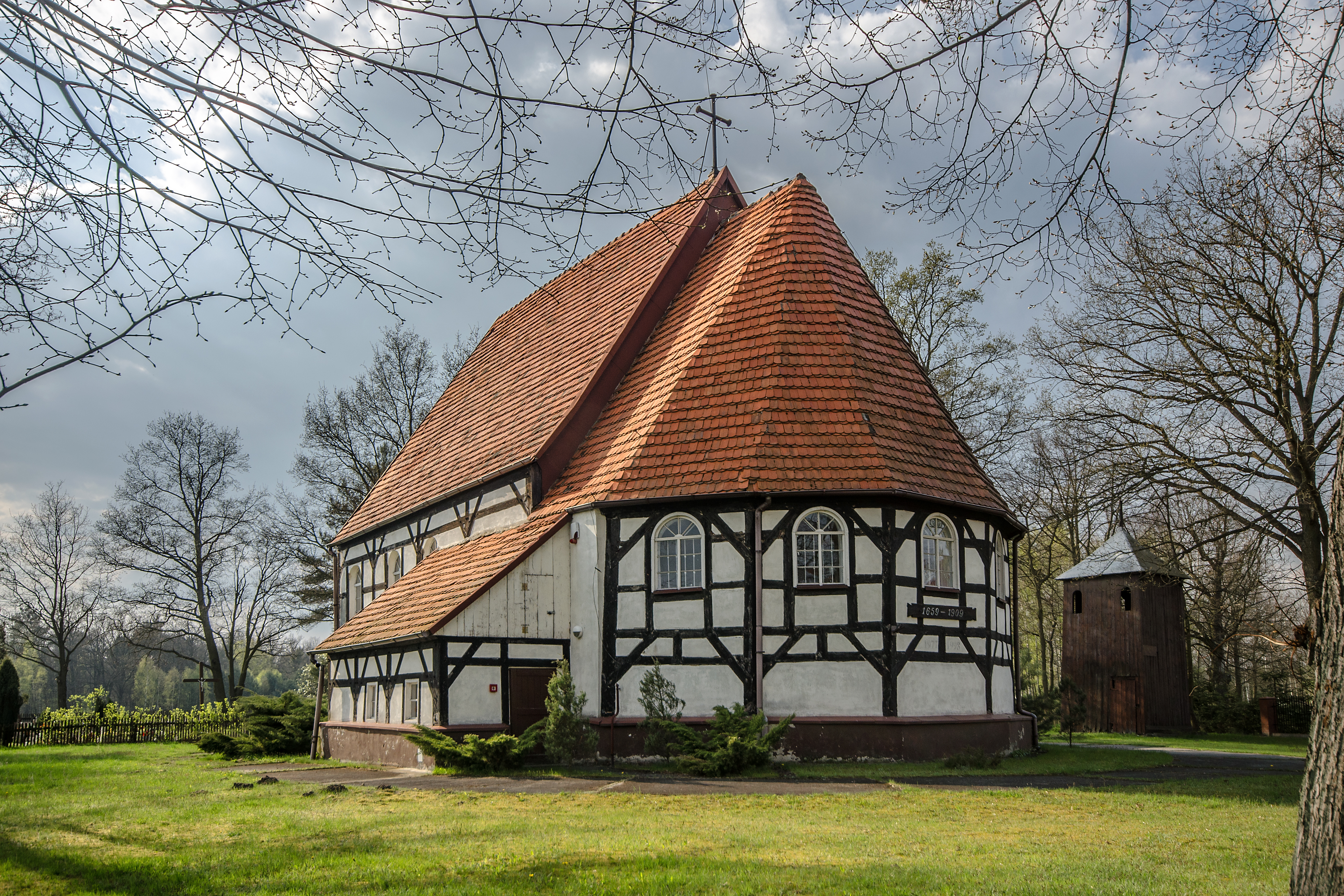
Grenzkirche Hummel

Die  römisch-katholische Grenzkirche Hummel, nach 1945 Kirche Unserer Lieben Frau (polnisch Kościół Matki Bożej) in Trzmielów, in der Stadt- und Landgemeinde Chocianów (deutsch Kotzenau) im Powiat Polkowicki der Woiwodschaft Niederschlesien in Polen war eine der schlesischen Grenzkirchen.

## Geschichte
Das Dorf Hummel lag an der Grenze des evangelischen Fürstentums Liegnitz. Das benachbarte Ober-Gläsersdorf (polnisch Szklary Górne) gehörte dagegen zum Herzogtum Glogau, das als Erbfürstentum direkt dem böhmischen Landesherrn unterstellt und damit katholisch war. Die Friedenskirchen in Glogau und Schweidnitz sowie die Gnadenkirche in Sagan waren nicht ausreichend für die Bevölkerung, die fast ausschließlich evangelisch war.
Die Gründung der Grenzkirche Hummel geht auf den örtlichen Gutsbesitzer Ernst von Hacke zurück. Am 13. März 1656 erlaubte der Liegnitzer Herzog Ludwig IV. den Bau der Kirche. Die Kirche, ganz aus Holz, wurde am 6. Juni 1659 eingeweiht. Die Kirche wurde von Einwohnern aus Heinzendorf, Polkwitz, Neuguth und Herbersdorf genutzt und weiter ausgebaut. Die Kirchengemeinde gehörte im 19. und 20. Jahrhundert zum Kirchenkreis Lüben in der Kirchenprovinz Schlesien der Evangelischen Landeskirche in Preußen. Infolge des Zweiten Weltkriegs wurde die gesamte Kirchengemeinde vertrieben. 1946 fanden die letzten deutschen Predigten in der Kirche statt.

## Bauwerk
Die Kirche war ursprünglich ganz aus Holz erbaut. Erst 200 Jahre später wurden die Holzteile durch Ziegelfachwerk ersetzt, wobei aber die Entstehung der Kirche aus einem scheunenartigen Bau zu erkennen blieb. Decke und Empore wurden von Holzsäulen getragen. Barockartige Flachornamente waren zeitweilig mit Kalk überdeckt. Die barocke Kanzel hatte einen Rokokoaufbau.